# Австралійський ботанічний сад Маунт-Аннан
Австралійський ботанічний сад Маунт-Аннан (англ. Australian Botanic Garden Mount Annan) — ботанічний сад у Маунт-Аннан, південно-західному передмісті Сіднея (штат Новий Південний Уельс, Австралія).  Ботанічний сад є членом Міжнародної ради ботанічних садів з охорони рослин (BGCI). 

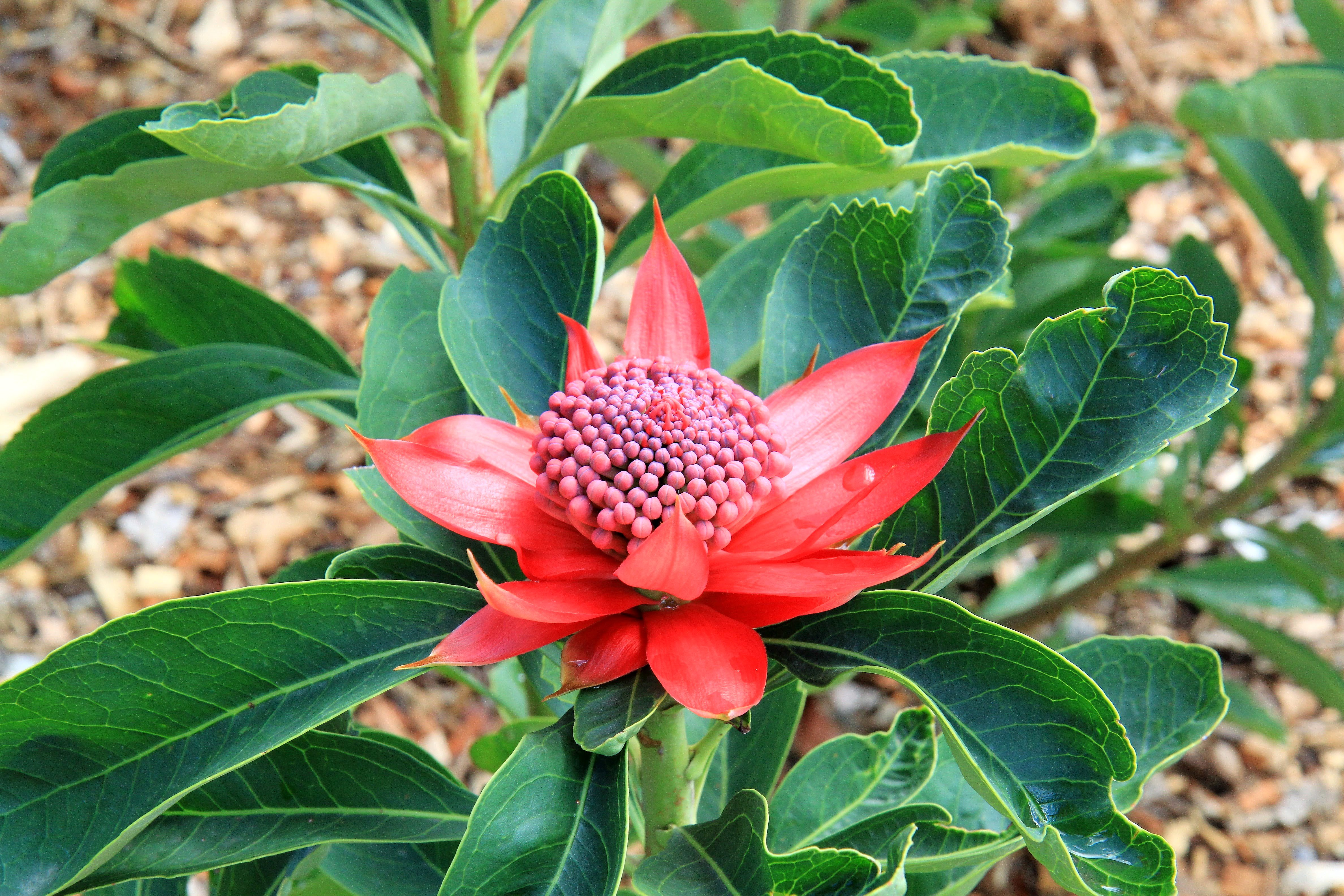
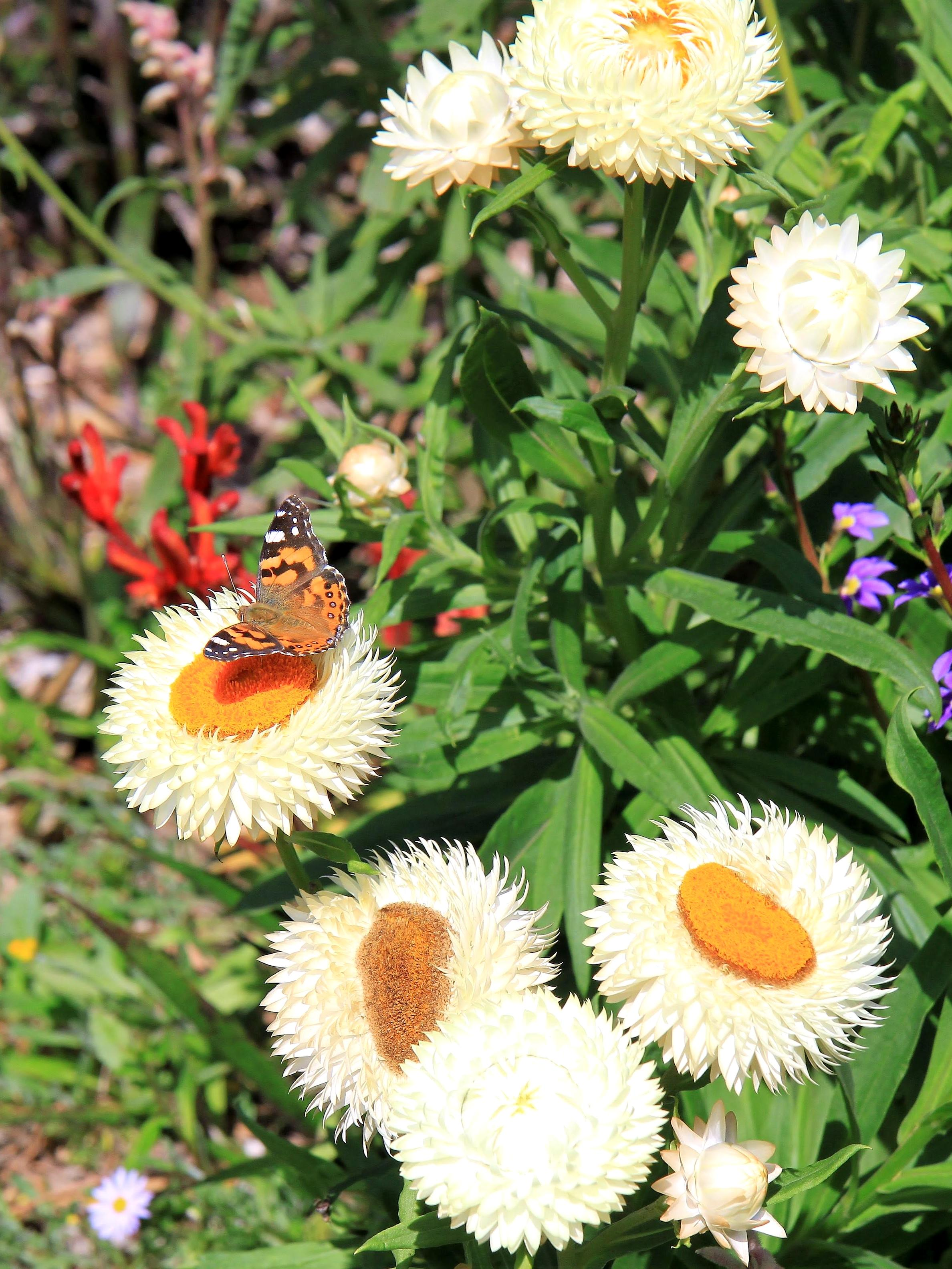
Квіти
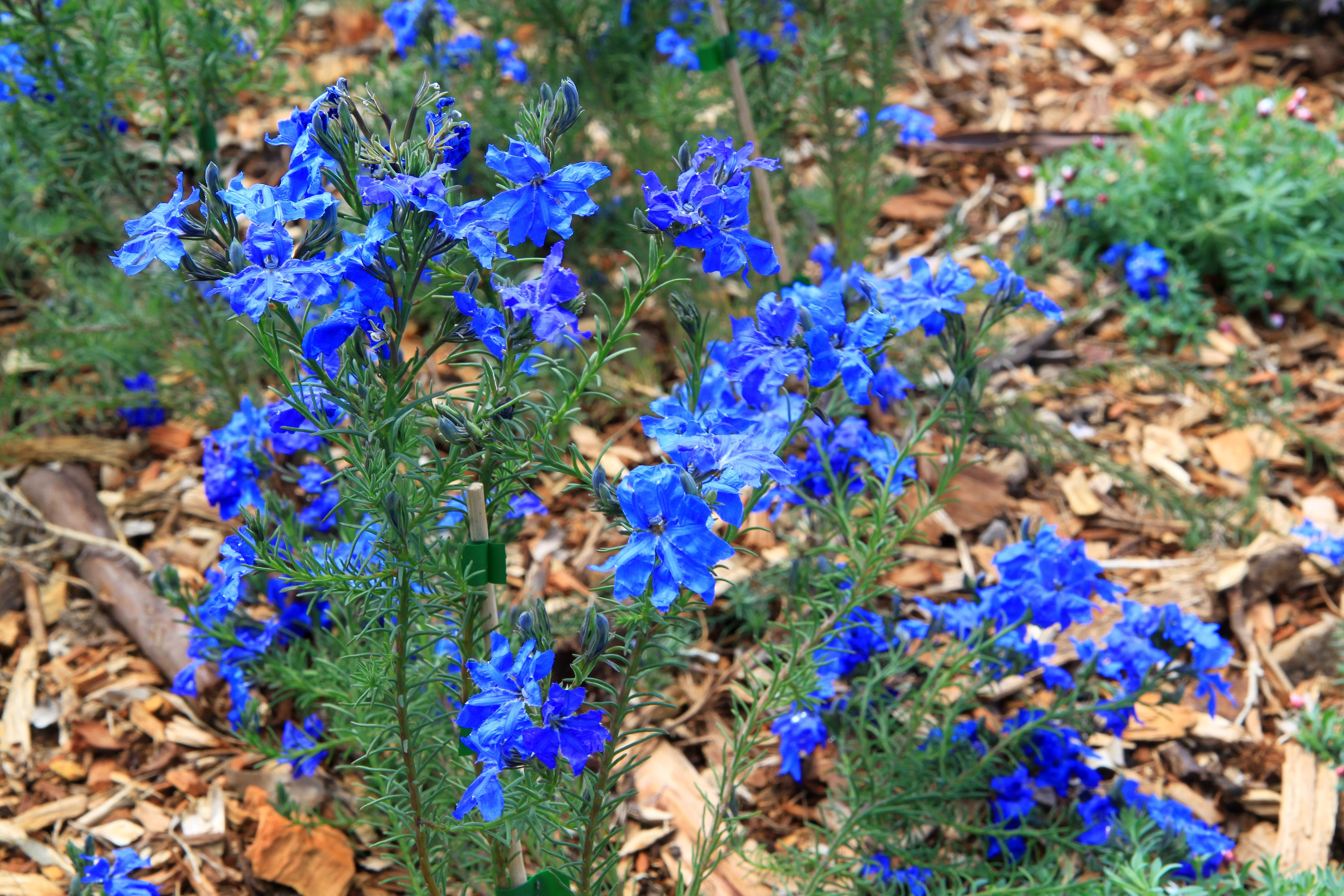

Площа ботанічного саду 416 га, це найбільший ботанічний сад Австралії, який спеціалізується на місцевих рослинах, в колекції саду понад 2 000 видів.
Ботанічний сад офіційно відкритий герцогом і герцогинею Йоркськими 2 жовтня 1988 року в рамках святкування 200-річчя Австралії.

## Графік роботи
Ботанічний сад відкритий щодня:
- 8:00 — 17:00 (восени, взимку і навесні),
- 8:00 — 19:00 (влітку).

Вхід до ботанічного саду вільний.

## Історія
Традиційними хранителями землі, нині зайнятої садами, були аборигени Дхаравала. Пізніше тут було пасовище молочної ферми. 1984 року земельні угіддя були придбані спеціальним фондом для закладки тут ботанічного саду. 1988 року сад був відкритий для публіки Сарою Фергюсон, герцогинею Йоркською. Сад, як і Королівський ботанічний сад Сіднея та Ботанічний сад Блакитних гір, керується підрозділом Управління навколишнього середовища та спадщини Нового Південного Уельсу.
Спочатку сад називався Ботанічним садом гори Аннан, 2011 року назва була змінена на нинішню.
З 2014 року проводиться акція Save a Species Walk для збору коштів на підтримку порятунку конкретних видів тварин і рослин.

## Опис ботанічного саду

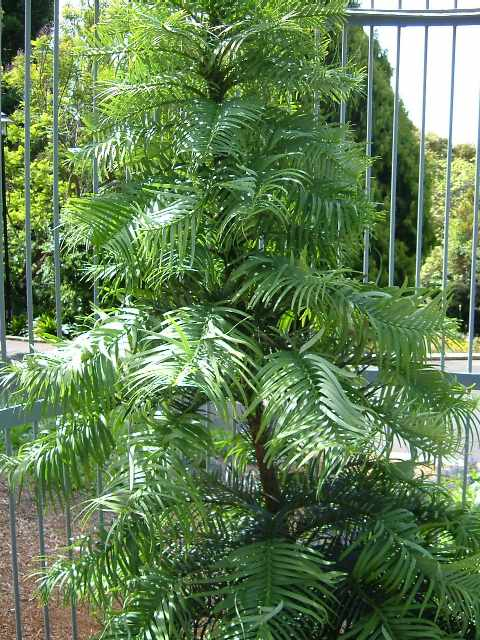
Wollemia nobilis в сталевій клітці

Ботанічний сад займається вивченням і збереженням виключно австралійської флори, тут росте понад 2800 таксонів рослин, в тому числі акації, каллістемони (Callistemon), каллітриси (Callitris), евкаліпти, а також протейні (банксії, гревілеї) та представники флори Гондвани.
На території саду мешкає більш ніж 160 видів птахів, а також валлабі, кенгуру і Macropus.
Сад має банк насіння, що містить понад 10 000 зразків, які представляють понад 5 000 видів (дані 2015 року).
Для туристів в ботанічному саду прокладено 20 км пішохідних доріжок, створений трек для велотуристів, є майданчик для барбекю, центр відвідувачів, кафе, ігровий майданчик для дітей та оглядовий майданчик.

### Wollemia nobilis
Збереження і дослідження зникаючих рослин включає в себе і роботи по збереженню і разможенію волемії благородної (Wollemia nobilis), яка була виявлена в Національному парку Воллемі (частина території Блакитних гір), у 200 кілометрах на північний захід від Сіднею. Відкриття цього виду вважається однією з головних ботанічних сенсацій в новітній історії; раніше вважалося, що ця рослина вимерла і збереглися тільки її скам'янілості. Після відкриття, зробленого Девідом Ноблом у вересні 1994 року, волемія благородна була вперше вирощена на горі Аннан 1995 року. До того моменту, коли саджанці почали надходити в продаж, дерева були настільки цінними, що їх вирощували в сталевих клітках, щоб захистити від злодіїв. У ботанічному саду на горі Аннан знаходиться єдина загальнодоступна колекція волемії благородної першого покоління (60 рослин).

## Галерея

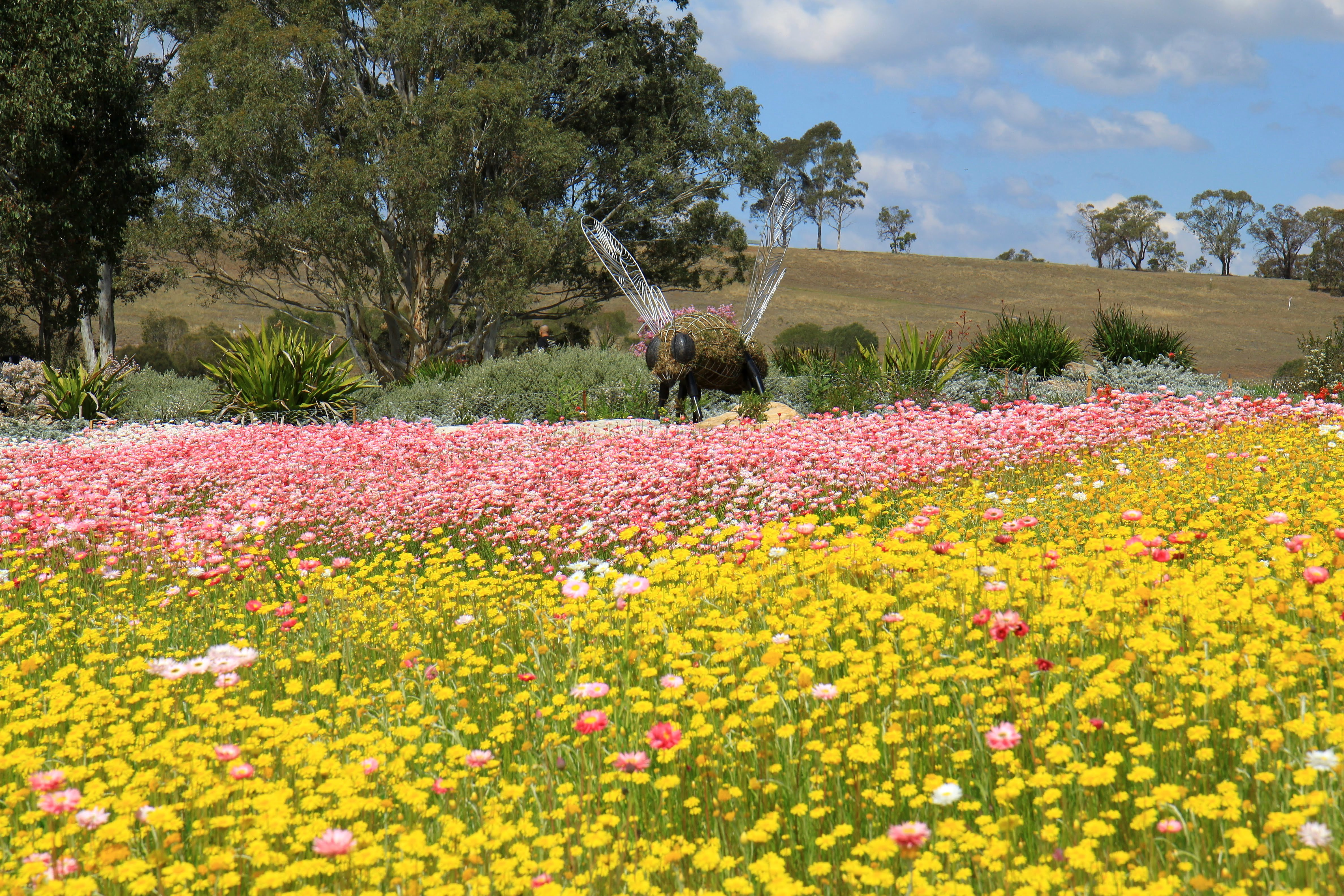
Весняні квіти
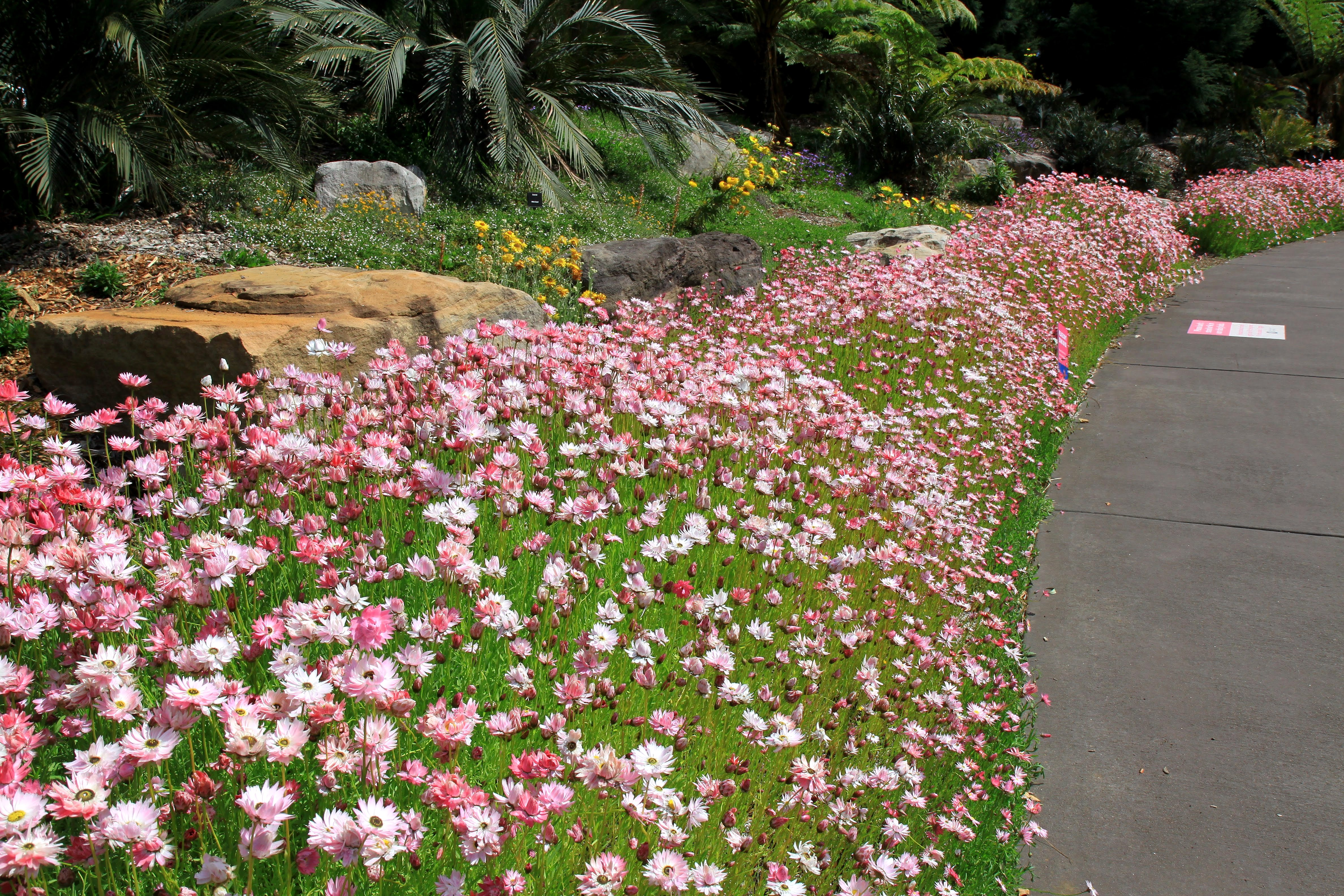
Квіти вздовж алеї
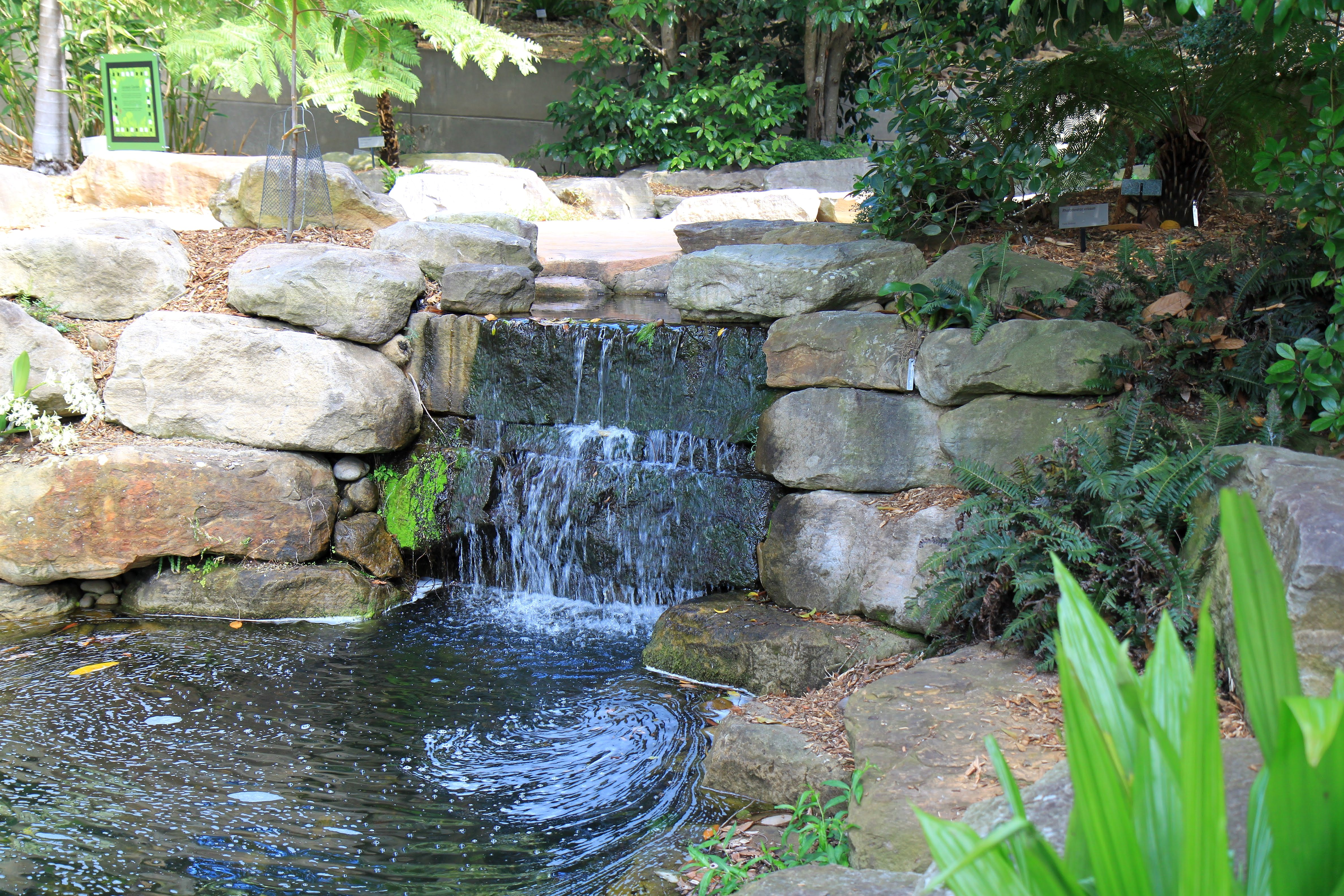
Водоспад

- Квіти